# Ronel

Ronel este o comună în departamentul Tarn din sudul Franței. În 2009 avea o populație de 252 de locuitori.

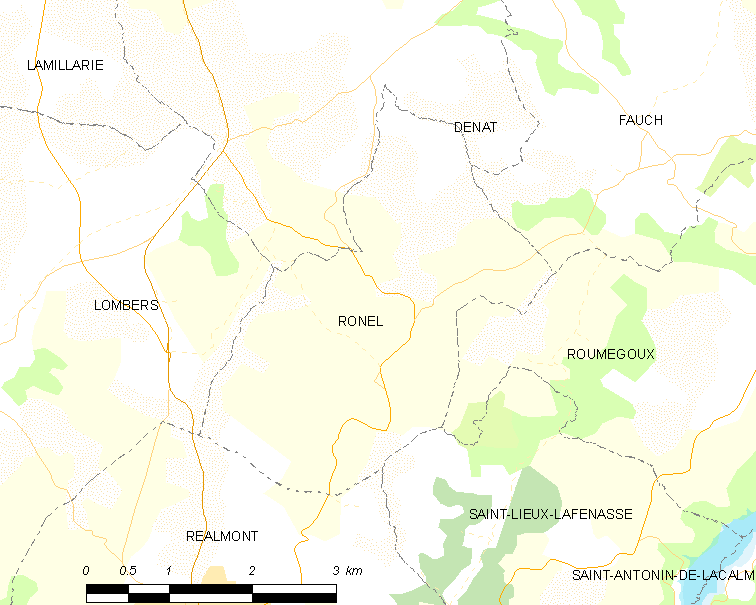

## Evoluția populației
| An        | 1975 | 1982 | 1990 | 1999 | 2006 | 2009 |
| --------- | ---- | ---- | ---- | ---- | ---- | ---- |
| Populație | 178  | 205  | 195  | 198  | 187  | 252  |